# エスニック料理
エスニック料理（エスニックりょうり、英語: ethnic cuisine）、エスニックフード（英語: ethnic food）とは、料理の分類の1種。

## 概要
エスニック料理とは、特定の文化的なグループや地域的なグループ固有の料理を説明するためによく使用される用語である。特定の民族グループにおける伝統的な、他のグループとは異なる料理のスタイルや食材、味を反映している。どういった料理や食材をエスニック料理、エスニックフードと呼ぶかは文化や地域によって大きく異なるが、世界中のさまざまなコミュニティの多様性と独自性を示す上で重要な役割を果たしている。
日本語に直訳すると「民族料理」であるが、一般的な理解としては場所や時代によって変化する。例えば、2010年代のアメリカ人にとって、天ぷらやババガヌーシュはエスニックフードであり、ウエボス・ランチェロスは伝統的なエスニック料理の朝食である。しかし、広東料理やイタリア料理などはアメリカ文化に浸透しており、2010年代には「エスニック」とは考えられていない。
周期性をもった流行と同じように、食の専門家や料理マニアによって、型破りな料理、大胆な料理、エキゾチックな料理の境界は絶えず変動し、ゆっくりと民衆に広まり、時にはトレンドとなり、時にはつまらない料理や過去の料理として再分類されて行く。2014年の全米レストラン協会の調査では、ペルー料理を「いま注目」と考えるシェフが57パーセントいる一方で、ペルー料理を「歴史の1ページ」と考えるシェフが31パーセントいた。同様に、韓国料理に対しては56パーセントのシェフが「いま注目」と考え、29パーセントのシェフが「歴史の1ページ」と考えている。
こういった料理の「標準化」の流れを踏まえると、「エスニック料理」とは歴史的状況のなかでその集団にとって「なじみがない料理」と考えることができる。そういったなじみのない料理に使われるなじみのないもろもろの食材がスーパーマーケットで買えるようになったということは、食の流行状態の終了間際にあると見て取れる。

## エスニック料理への関心
エスニック料理への関心は年齢集団を横断的に持たれるが、訴求力は若者の集団のほうが高い。アメリカ合衆国においては、Y世代と呼ばれる世代は最も多様な世代であり、エスニック料理への関心を主導している。具体的には「過去1か月以内に家庭でエスニック料理を作った」とのアンケートに対し、65歳以上はYesの回答が60パーセントであったが、25歳から34歳のY世代では90パーセントだった。
年齢別だけでなく、「高学歴・高所得の専門職の人々のほうが、低所得の人々よりもスパイシーな食べ物を好む傾向がある」といった調査報告もあり、全米レストラン協会による研究『エスニック料理Ⅱ』で外国風味への選好は「主要大都市圏に主に居住する若年専門職」において最大になることが判明している。
また、エキゾチックな料理の訴求力は、未知の外国料理だけではなく、「型破りな料理」や「珍しい組み合わせの料理」にも及んでいる。2014年時点でベーコン入りデザートを一例として挙げることができ、全米レストラン協会の調査ではベーコン入りデザートを「いま注目」と考えるシェフが46パーセントいるし、「歴史の1ページ」と考えるシェフが48パーセントいる。

## 移民の食としてのエスニック料理
一般に、食を共有する集団は結束を高めるとされ、移民集団においてはエスニックフードが、そういった役割を果たすものとして認識されてきた。共同性を高める性質と同時に、食を同じくしない別の集団と自集団を弁別するのにも用いられ、時には別の集団を排除する性質があることも指摘されている。移民の場合、移民の共同性を構成する食はエスニックな境界を設定するマーカーとしても機能していることが多い。
一例として、アメリカ合衆国へのイタリア人初期移民を挙げることができる。初期イタリア人移民のなかにはアメリカに移住する以前には、ピザやスパゲッティ・ウィズ・ミートボールを食べたことがなかった人も少なくなかった。「パスタにトマトソース、赤ワインにオリーブオイル」といったような体系的にまとめられたイタリア料理というものは、実はそのほとんどがアメリカ文化との融合の結果生まれた料理であったり、もしくはエリック・ホブズボームとテレンス・レンジャーが指摘するところの「創られた伝統」なのである。南イタリアからアメリカへの移民たちは、自分たちの故郷の村でも富裕層が豪華な「イタリア料理」を食べる習慣があったのを知っていたとしても、移民たち自身は極貧だったため、パンと野菜スープのみという質素な食事だった。イタリア料理そのものが、一般的にもたれる画一的なイメージよりも、ずっと地域色が豊かで家族ごとに異なるような料理であった。もともと農民だったイタリア人移民たちは、アメリカで肉やパスタ、白パンを食べることができるようになり、かつての自分たちの境遇を脱して新しい地位を求めることができるようになった。イタリア人移民たちは豊かで贅沢のできる新しい祖国・アメリカを喜び、独自の「イタリア人」を構成する食事を介して、イタリア系アメリカ人としての民族的アイデンティティを新たに作り出していった。「アメリカ系イタリア料理」は家族の一体感を強めるとともに、自分たちをアメリカの中産階級として位置づけ、アメリカの主流から適度に距離をとった自意識をも作り出していった。
アイルランド人移民と東ヨーロッパからのユダヤ人移民もまた同様に飢えからの脱出を動機としてのアメリカ移民であり、同様である。

## 批判
クリシュネンドゥ・レイは、エスニック料理を「黒人のものでも白人のものでもないもの全てを含む“余り物カテゴリー”」と語っている。
アメリカ合衆国内の食料品店ではサルサ、醤油、マサラには何の共通点もないにも関わらず、しばしば「“エスニック”コーナー」にひとまとめにされて販売されている（2020年時点）。バネッサ・ファムは、麺はパスタの隣、アジア系の調味料は西側諸国の調味料の隣というように食料品店のレイアウトは、国の並びと同じようにあるべきと主張する。キム・ファムは、食料品店の「“エスニック”コーナー」は「他人化（othering）」を助長するものであると指摘している。
上述（#移民の食としてのエスニック料理）のように、アメリカ合衆国においては、イタリア料理がエスニック料理と見なされていた時期もあるが、アリメカの人々がイタリア系アメリカ人を白人と考えるようになった頃になると、イタリア料理はエスニック料理とはみなされなくなっていった。
かつてのアメリカでは、上流階級が消費するものは料理に限らず、ほぼ一様であった。それが公民権運動が広まり、収入や教育水準の高さと文化的に「雑多」な、さまざまな文化のものを消費する人々との相関が高まったことで人々の食べ物の消費の仕方が変化した。2020年代のアメリカでは、ミレニアル世代の白人の若者の間で世界の食べ物に対する関心が高まったこと、移民や人種的マイノリティーのミレニアル世代は上の世代と比べ、大学教育を受けている人の割合が2倍近くに増え、収入が高くなったことで購買力が増していることから、アメリカの食はこれまでにない多様化が進んでいる。
物事を「エスニック」と分類することは、「ニグロ」や「オリエンタル」といった言葉を使うのと同様に一部の人々の気分を害させる用語であるとの認識を行う人も現れている。

## アメリカ合衆国におけるエスニック料理
前説までも参照のこと。
アメリカ合衆国における「エスニック料理」は「アメリカ国外の料理」であり、「安い食事」として売り出されることも多い。安価に提供するために本物の食材を使用せず、いわば、アメリカ化された、簡素化された料理を特定の国の料理だと思いがちである。
かつては、イタリア料理、メキシコ料理、中華料理がアメリカ合衆国における「エスニック料理」の代表例であったが、これらの料理はアメリカ社会に普及が進んだことで、「エスニック」とは呼ばれない（2015年時点）。
日本食は2015年時点では依然として、アメリカ人が日常的に口にする食べ物とは際立って異なる特別な食べ物との認識が一般的であり、エスニック料理の代表格として日本食が認識されている。日本食のイメージとしては、「健康なエスニック料理」でありその代表として、寿司や刺身といった「魚の生食」の習慣や欧米では最近になって認知されるようになった「うま味」、素材の色や形を重視した料理における芸術性などが他のエスニック料理との違いとして特筆性を見出されている。そして、日本食は食べる人の味覚や好みに合わせてアレンジを加えることに比較的柔軟であり、アメリカ人の味覚や好みに合わせて応用できることが、アメリカ合衆国に日本食が浸透していく上で重要な要素となっている。焼き鳥、蕎麦、懐石、炉端焼き、精進料理といった特定の料理に特化した小規模な日本食のレストランの開店も増えている。コールマン・アンドリュースは国際交流基金刊行の『Wochi Kochi Magazine』2011年12月号のインタビューの中で「複雑で時間のかかるフランス料理よりも、新鮮で料理人の技巧が重要な日本食にもっとお金をかけるという人も見られるようになってきた」とコメントしている。
2013年の調査では、こういった日本食への選好は、特に高収入でアメリカ西部もしくはアメリカ主要都市の住人に限定されていると分析されており、アメリカ全域で人気が定着しているとは言いがたい。平均的なアメリカ人の多くは、食べ物に保守的であり、過去に食したことのない寿司や刺身といった生魚、過去に食べたことない味には魅力を感じない傾向があるとされる。
トム・ニコラス (政治学者)は、「食べ物について大勢が反対したくなる意見」というツイートに対し、自身のツイートで「自分は洗練された人間だと言いたくて、アメリカ以外の料理を好きなふりをする人が多いと思う。私は正直だから、アイルランド系の自分の味覚は、アメリカとイギリスで『インド料理』と呼ばれるものは受け付けないと、ここに表明する。さあ皆さんどうぞ、激怒してください」と発言した。これに対し、「文化的不寛容」、「人種差別」を指摘する声が多数上がった。

## 日本におけるエスニック料理
日本において「エスニック料理」とは、和食、中華料理、韓国料理、欧米諸国の料理を除いたアジア・アフリカ・中南米などの諸国の料理を指す。狭義には東南アジア諸国の料理を指す。
日本におけるエスニック料理は、香辛料（スパイス）が特徴的と言える。1980年代以前の日本において伝統的な家庭料理で比較的に多く使用されてきた香辛料には、胡椒、七味唐辛子、わさび、からし、山椒、生姜、ラー油、ニンニクといったものがある。日本でエスニック料理と呼ばれるインド料理やタイ料理などにはカレー粉、ナツメグ、シナモン、クローブなども使用される。

### 日本の「エスニック」史
日本では、1970年代後半から音楽とファッションの分野における最先端のトレンドとして「エスニック」の語が使用されるようになった。音楽の分野ではテクノポップに東洋趣味を融合させたイエロー・マジック・オーケストラが、ファッションの分野では民族調を打ち出した高田賢三などが典型として挙げられる。当時の日本ではロックもクラシックも欧米一辺倒であり、ファッションはパリのモードを追うのが主流であったため、こういった風潮は当時の日本人にとって、画期的であった。
女性雑誌『Free』（平凡社）1983年12月号において「エスニックを食べる」が掲載され、食の世界で「エスニック」に触れた最初の記事となる。翌1984年には『東京エスニック料理読本』（冬樹社）、『食は東南アジアにあり』（弘文社）が刊行され、1985年にはエスニック料理がブームの様相を見せていた。この頃に「エスニック料理」として紹介されるものは、辛くてスパイシーな料理、特にタイ料理であった。
ファッションや音楽と同様に、日本では明治以降、西洋料理に対して信仰に近いあこがれを抱き、日本国外から訪れてブームを引き起こすのは主にヨーロッパとアメリカの食べ物ばかりで、アジア諸国、その中でも東南アジア諸国の料理は一段下に見る傾向が強かったこともあり、音楽やファッション分野以上に画期的なことであった。同じ頃、日本のスナック菓子、インスタントラーメン、菓子パンなどの業界では、激辛ブームが巻き起こっている。
こういった刺激的な味を求める嗜好の変化が日本人に起こった理由のひとつとしては、同時期に日本から東南アジアを旅する若者が増えたことが挙げられる。1980年代以前に東南アジアを観光で訪れるのは、中年男性ばかりで、ゴルフと遊興とを目的としており、そういった人たちには現地の伝統的な食事は眼中になかったのに対し、1980年代の若者旅行者たちは異文化との出会いを求めており、現地のトムヤムクンやゲーン（タイカレー）の味を知り、生トウガラシやアジアンハーブの刺激に魅せられ、日本に帰ってからもそういった料理を食べられる店を探すようになった。また、1985年のプラザ合意によって急速に円高が進んだことで日本企業が東南アジア諸国に進出し、東南アジアから訪日するサラリーマンや労働者が急増した結果、フードビジネスに進出する個人や企業が現れたことも理由に挙げられる。
1980年代初頭では、東京都内にはタイ料理とインドネシア料理の店が各3軒、ベトナム料理が4軒、カンボジア料理が2軒、フィリピン料理が1軒しかなかったが、1980年代終盤には雑誌『Hanako』（マガジンハウス）1988年6月23日号で「ニョクマム、ナムプラがしょうゆワールドをやっつけた。東京には東南アジアがいっぱい」とう特集を、同誌1989年12月14日号には「もう、ただの流行なんかじゃない。エスニックも無国籍料理も、珍しさではなく質で選ばなきゃ」という特集を組むなど、わずかな期間で「エスニック料理」が日本に定着していたことが分かる。
この時期、エスニック料理店の出店は日本で相次いだが、中でも出店が多かったのはタイ料理で、1996年には東京都内だけでタイ料理の店は100軒を超え、関東地方全体では200軒近くになった。洗練されたタイの宮廷料理から庶民的な屋台料理まで、より本格的なタイ料理の味が楽しめるようになった。これはタイの現地から料理人を日本へ招くのに政治的な障害が少なかったこと、日本との経済的な結びつきが強かったことも有利に働いたものと推測される。
1990年代からはベトナム料理が脚光を浴びるようになり、生春巻き、フォー、バインミーなどが人気を集める。日本で第1次タピオカブームが起きたのも同時期となる。日本の大手食品会社からはトムヤムクンやタイカレーなどのエスニックフードが販売されるようになり、家庭料理のなかにも「エスニック料理」が入っていった。
こういった東南アジア諸国の料理が日本に普及するのが早かったのには、「ご飯とおかず」という共通項があったため、日本人にとっても取っ付きやすかったこと、野菜が多く、オイルは少なめ、辛くはあってもさっぱりした味が日本人の味覚に合ったためだと推測される。「アジアごはん」という愛称ができたことも、日本人が東南アジア諸国の料理に親しみを感じた証左と言えよう。
2013年にはパクチーブームが起き、日本国内で新鮮なパクチーを手頃な値段で購入することも容易になった。